# Paul von Hodenberg
Paul Hermann Adolf Freiherr von Hodenberg (* 29. Juni 1881 in Köln; † 10. April 1954 auf dem Gut Sandbeck bei Bremen) war ein deutscher Verwaltungsbeamter und Rittergutsbesitzer.

## Herkunft
Seine Eltern waren Karl Wilhelm Hermann Freiherr von Hodenberg (1830–1913) und dessen dritte Ehefrau Bertha Gätjens (1858–1928), Tochter von Claus Hinrich Gätjens (Bürgermeister von Pinneberg). Sein Vater war Dr. iur. und Geheimer Regierungsrat.

## Leben
Paul von Hodenberg studierte Rechtswissenschaften an der Ruprecht-Karls-Universität Heidelberg. 1900 wurde er Mitglied des Corps Vandalia Heidelberg. Nach dem Studium trat er in den preußischen Staatsdienst ein. 1908 legte er das Regierungsassessor-Examen bei der Regierung in Düsseldorf ab. 1910 war er Regierungsassessor in Berlin. Von 1918 bis 1920 war er Landrat des Landkreises Dramburg. 1933 war er vertretungsweise Landrat des Landkreises Osterholz. Von Oktober 1933 bis 1944 war er schließlich Landrat des Landkreises Soltau. Zuletzt lebte er auf seinem Gut Sandbeck bei Bremen.